# Psaliodes fractilinea
Psaliodes fractilinea är en fjärilsart som beskrevs av W. Warren 1904. Psaliodes fractilinea ingår i släktet Psaliodes och familjen mätare. Inga underarter finns listade i Catalogue of Life.